# Articulata (Armfüßer)
Die Articulata sind schlosstragende (articulate) Armfüßer (Brachiopoden) mit kalzitischer Schale. Der Schlossrand wird von den Rändern der hinteren Interarea (der Schalenbereich zwischen Wirbel und Schlossrand) gebildet. Das Schloss besteht in der Regel aus einem Paar ventraler (an der Schlossklappe sitzenden) Zähnen und einem Paar dorsaler (an der Armklappe sitzenden) Zahngruben. Die Schalen werden mit einem gegeneinander arbeitenden Apparat von Öffnermuskeln (Diductores) und Schließmuskeln (Adductores) bewegt. Stielmuskeln (Adjustores) steuern den Stiel. 
Die Articulata sind die mit Abstand größte Gruppe der Brachiopoden und enthalten rund 90 % der 4500 Gattungen, von denen aber nur wenige rezent vorkommen. Durch ihre Kalkschalen sind sie jedoch als Fossilien gut erhalten, die taxonomische Unterteilung richtet sich nach der Form der Schalen und Schlossbildungen. Für die Abgrenzung der Erdzeitalter innerhalb der Geologischen Zeitskala sind die Articulata seit dem Unterkambrium von großer stratigraphischer Bedeutung.

## Systematik
Um die in den Articulata zusammengefassten Brachiopoden zusammen mit neu entdeckten fossilen Arten der Klassen Chileata, Obolellata, Kutorginata und Strophomenata besser gruppieren zu können, wurde in der Paläontologie erst kürzlich der Unterstamm Rhynchonelliformea eingeführt. Als rezente, also heute noch existierende Arten der Articulata gelten die Ordnungen

Stratigraphische Reichweiten und vermutete stammesgeschichtliche Zusammenhänge der Rhynchonelliformea.

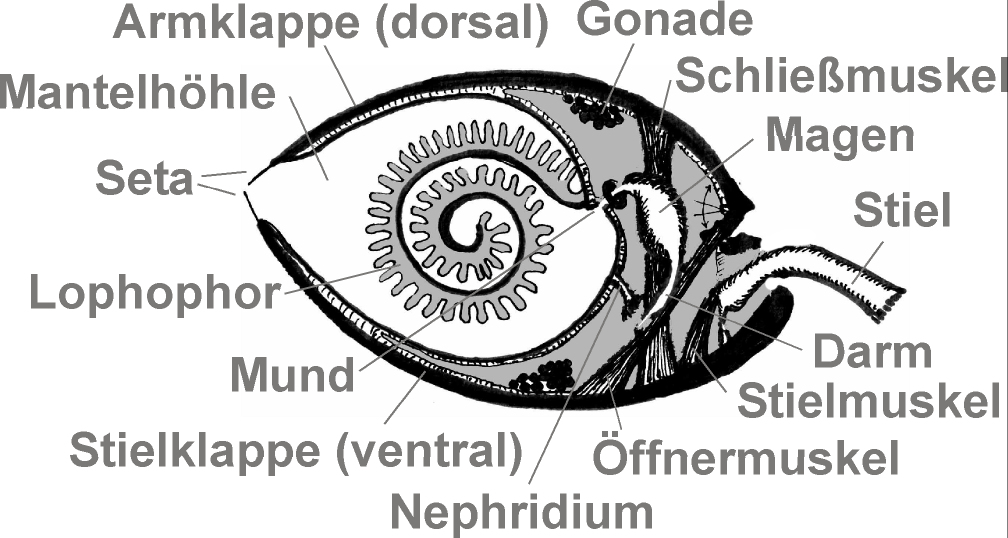
Prinzipdarstellung eines Vertreters der Articulata

- Rhynchonellida
- Terebratulida
- Thecideida